# Hugh A. McAllister
Hugh A. McAllister (24 de octubre de 1944, Glasgow) es un profesor, naturalista, y botánico británico.
En 1972 obtuvo su PhD en la Universidad de Glasgow defendiendo su tesis: The experimental taxonomy of Campanula rotundifolia. Desde 1998 es profesor en la "Escuela de Ciencias Biológicas, de la Universidad de Liverpool.

## Algunas publicaciones
- --------------. 1965. The ecology of an old rifle range target area with lead poisoned soil. The Biol. J. (Zoology Department, St. Andrews University), 5: 10-11
- --------------, Bannister, P. 1966. Asplenium septentrionale (L.) Hoffm. in W. Galway. The Irish Naturalists' Journal. 15: 149
- --------------. 1967. Dryopteris assimilis on Beinn Narnain. Glasgow Naturalist. 18: 520
- --------------. 1967. Hedwigia integrifolia in Ayrshire. Glasgow Naturalist. 18: 517
- --------------, T.A. Norton, E. Conway. 1967. A preliminary list of sub-litoral marine algae from the west of Scotland. British Phycological Bull. 3: 175-184
- --------------. 1970. Biosystematic studies in Campanula rotundifolia. Trans. and Proc. of the Bot. Soc. of Edinburgh 40: 624
- --------------. 1972. The Experimental taxonomy of Campanula rotundifolia L.. PhD Thesis. University of Glasgow
- Gillham, C.M., H.A. Mc Allister. 1977. Tree genera - 6. Sorbus sect. aucuparia. Arboricultural J. 3 (2): 85-95
- Gill, J.J.B., H.A. McAllister, G.M. Fearn. 1978. Cytotaxonomic studies on the Cochlearia officinalis L. group from inland stations in Britain. Watsonia 12: 15-21
- --------------. 1986. The Rowan and its Relatives. Ness Gardens. South Wirral
- --------------, S. Burston. 1987. The propagation of Davidia. The Garden 112 (7): 344-345
- --------------. 1987. Conservation and taxonomy of Santolina chamaecyparissus agg. The National Council for the Conservation of Plants and Gardens Newsletter 10: 7-10
- --------------. 1988. Canary and Algerian Ivies. The Plantsman 10: 27-29
- --------------, W.S. Stewart. 1989. A new Vaccinium in the British flora. Watsonia 17: 359
- --------------, A. Rutherford. 1990. Hedera helix L. and H. hibernica (G.Kirchn.) Bean (Araliaceae) in the British Isles. Watsonia 18 (1): 7-15
- --------------. 1992 Hedera, Sorbus, in Huxley, A. (ed.) The New Royal Horticultural Society Dictionary of Gardening. Londres, MacMillan
- --------------. 1993. Cytology and conservation of rare birches. En: Proc. of the International Dendrological Soc. Betula Symposium, 1992. 61-66
- Rutherford, A., H.A. Mc Allister, R.R. Mill. 1993. New Ivies from the Mediterranean area and Macronesia. The Plantsman 15 (2): 115-128
- --------------. 1994. Hedera. En: The Common Ground of Wild and Cultivated Plants. Bot. Soc. of the British Isles Conference Report. 22. Cardiff. 145-150
- --------------. 1994. Sorbus. Dendroflora. 31: 75-84. (en neerlandés)
- --------------, N.P. Taylor. 1995. Sorbus. En: Cullen, J. Alexander, J,M.C., Brady, A., Brickell, C.D., Green, C.D., Heywood, V.H., Jorgensen, P-M., Jury, S.L., Knees, S.G., Leslie, A.C., Matthews, V.A., Robson, N.K.B., Walters, S.M., Wijnands, D.O. & Yeo, P.F. (eds.). European Garden Flora. Cambridge University Press
- --------------. 1996. Reproduction in Erica mackaiana. Yearbook of the Heather Society. 1996: 43-46
- --------------. 1996. Sorbus: Mountain ash and its relatives. The Garden. 121 (9): 561-567
- --------------. 1997. Plants recently discovered in Scotland. Bot. J. of Scotland 49 (2): 267-276
- --------------. 1998. The genus Sorbus. En: Jackson, A. & Flanagan, M. eds. The conservation status of Sorbus in the UK. Royal Botanic Gardens, Kew, Londres
- Marrs, R. H., A.M. Mortimer, M. Taylor, R.A. Janes, P.L. Cunnington, H.A. McAllister, E.A. Matthews, A.M. Purcell, J.S. Stone. 1998. Reconciling plant curation with public access. En: Touchell, D. H. & Dixon, K. W. eds. Conservation into the 21st century. Proc. of the 4th Internationsl Boranic Gardens Conservation Congress, Perth, Western Australia
- --------------. 1998. Lysimachia punctata L. and L. verticillaris Sprengel (Primulaceae) naturalised in the British Isles. Watsonia 22: 279-281
- --------------. 1998. Urtica galeopsifolia Wierzb. ex Opiz (Urticaceae) confirmed for Britain by its chromosome number. Watsonia 22: 275-278
- --------------. 1999. The importance of living collections for taxonomy. En Eds. Andrews, S., Leslie, A., & Alexander, C.. Taxonomy of cultivated plants. Pp. 3-10. Third International Symposium. Londres. Kew
- Vargas, P, H.A. McAllister, C. Morton, S.J. Jury, M.J. Wilkinson. 1999. Polyploid speciation in Hedera (Araliaceae): phylogenetic and biogeographic insights based on chromosome counts and ITS sequences. Plant Systematics and Evolution. 219: 165-179
- Ghorbani, J., P.M. Das, A.B. Das, J.M. Hughes, H.A. McAllister, S.K. Pallai, R.J. Pakeman, R.H. Marrs, M.G. Le Duc. 2003. Effects of different bracken control and vegetation restoration treatments on the soil diaspore bank size and composition. Aspects of Applied Biology 69: 29-37
- Ghorbani, J., P.M. Das, A.B. Das, J.M. Hughes, H.A. McAllister, S.K. Pallai, R.J. Pakeman, R.H. Marrs, M.G. Le Duc. 2003. Effects of restoration treatments on the diaspore bank under dense Pteridium stands in the UK. Applied Vegetation Sci. 6: 189-198
- Valcárcel, V., H.A. McAllister, A. Rutherford, R.R. Mill. 2003. Hedera in Flora Iberica. Plantas vasculares de la península ibérica e Islas Baleares, ed S. Castroveijo et al. X: 3-12. Madrid. Real Jardín Botánico, CSIC

## Membresías
- Miembro de la "Royal Horticultural Society", en el "Comité de Educación"